# William Matthew Flinders Petrie
William Matthew Flinders Petrie, FRS (Charlton, 3 de junio de 1853-Jerusalén, 28 de julio de 1942) fue un importante egiptólogo británico, pionero en la utilización de un método sistemático en el estudio arqueológico, siendo considerado el fundador de la arqueología científica. Ocupó la primera cátedra de Egiptología en el Reino Unido, y realizó excavaciones en las zonas más importantes de interés arqueológico de Egipto, como Naucratis, Tanis, Abidos y Amarna. Algunos consideran que su descubrimiento más famoso es la estela de Merenptah, una opinión con la que el propio Petrie estaba de acuerdo.

## Biografía
Flinders Petrie era nieto del capitán Matthew Flinders, explorador de las costas de Australia. Su familia se encargó de sus primeros estudios.
Los primeros pasos en arqueología los dio en monumentos prehistóricos de su país, incluyendo a Stonehenge. Visitó Egipto en 1880, inspirado por el astrónomo escocés Charles Piazzi Smyth (que buscaba en las dimensiones de la Gran Pirámide una verdad divina desconocida), aunque pronto desechó esas fantasías.
En los años siguientes excavó en sitios como Abidos o Amarna. En noviembre de 1884 accedió a un puesto en el Egypt Exploration Found (actualmente Egypt Exploration Society), reemplazando a Édouard Naville.
Trabajó por su cuenta a partir de 1887 y estableció el Egyptian Research Account en 1894, vinculado a la British School of Archeology en Egipto. Volvió a colaborar con la Egypt Exploration Fund de 1896 a 1933.

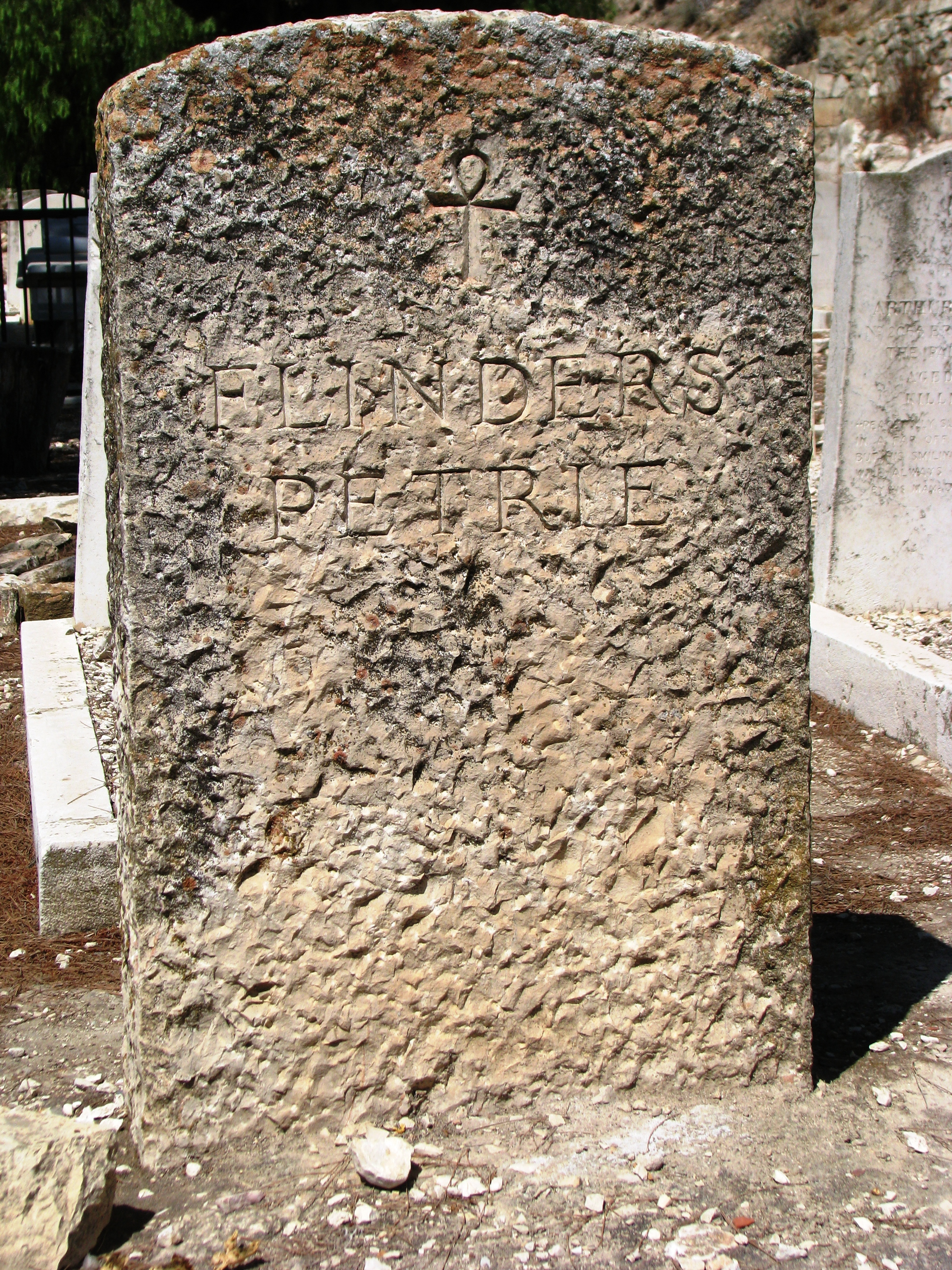
Lápida de la tumba de Petrie.

De 1892 a 1933, Petrie fue el primer Edwards Professor of Egyptian Archaeology and Philology del University College de Londres, cátedra fundada por Amelia Edwards. En 1913 vendió al University College su colección personal de antigüedades egipcias, actualmente en el Museo Petrie.
Desde 1926 sus estudios se centraron en Palestina, donde excavó varios lugares fronterizos entre Egipto y Canaán, como Tell el-Hesi, que identificó erróneamente con la antigua Laquís.
Escribió más de mil libros, artículos y reseñas, y fundó Ancient Egypt. Su colección de antigüedades egipcias se encuentra en el Museo Petrie del University College de Londres.
Entre sus triunfos destacan su sistema de datación por secuencias (datación relativa a partir de los estilos de alfarería hallados en diferentes sitios), el salvamento de las arcaicas tumbas reales de Abidos, los estudios de escritura protosinaítica y el hallazgo de las joyas de El-Lahun.
Examinó someramente la pirámide de Seila (cuarta dinastía), ubicada entre el gran oasis de El Fayum y la ribera occidental del Nilo.

## Vida personal
Se casó  con Hilda Urlin (1871-1957) en Londres el 26 de noviembre de 1896. Tuvieron dos hijos, John (1907-1972) que sería un destacado matemático y Ann (1909-1989). La familia residía en  Hampstead, Londres en el edificio 5 Cannon Place, donde se colocó después una placa azul. Sir Flinders Petrie murió el 28 de julio de 1942 en Jerusalén y fue sepultado en el Cementerio Protestante. Pero donó su cabeza (y por tanto su cerebro, ya que era conocido por su portentosa memoria visual) al Royal College of Surgeons de Londres. La Segunda Guerra Mundial estaba en curso y el envío se retrasó. Tras guardarse en un frasco de formol en el sótano de la universidad, se le cayó la etiqueta y nadie sabía a quien pertenecía. Sin embargo, finalmente fue identificada y ahora se encuentra almacenada, pero no se exhibe, en el Royal College of Surgeons.

## Publicaciones
Petrie publicó un total de 97 libros. Destacan los siguientes:
- Inductive Metrology: Or, the Recovery of Ancient Measures from the Monuments. Londres: Saunders, 1877.
- Stonehenge. Londres: Edward Stanford, 1880.
- Naukratis. Londres, 1886. Edición en línea
- Racial portraits : 190 photographs from Egyptian monuments. Londres, 1887.
- Two hieroglyphic papyri from Tanis. Londres: Trübner, 1889 (con F.L. Griffith)
- Ten years' digging in Egypt: 1881-91. Londres: Religious Tract Society, 1892.
- A History of Egypt, from the Earliest Kings to the XVIth Dynasty. 6 volúmenes. Londres, 1894. En colaboración con: Stanley Lane-Poole, Joseph Grafton Milne, Edwyn Robert Bevan, John Pentland Mahaffy.
- Tell El Amarna. Londres, Methuen, 1894.
- Egyptian Tales. Londres, 1895.
- Syria and Egypt from the Tel El Amarna letters. Londres: Methuen & Co., 1898.
- Religion and conscience in Ancient Egypt: lectures delivered at University College, London. Londres: Methuen & Co., 1898.
- Dendereh. Londres, 1900.
- Royal tombs of the first dynasty. Londres, 1900.
- Royal tombs of the earliest dynasties. Londres, 1901.
- Methods and Aims in Archaeology. Londres, 1904. Edición online

## Eponimia
- El asteroide (21476) Petrie lleva este nombre en su memoria.[5]